# Allerona
Allerona là một đô thị ở tỉnh Terni trong vùng Umbria của Ý, có cự ly khoảng 50 km về phía tây nam của Perugia và khoảng 60 km về phía tây bắc của Terni. Tại thời điểm ngày 31 tháng 12 năm 2004, đô thị này có dân số 1.867 người và diện tích là 82,1 km².
Đô thị Allerona có các frazioni (đơn vị trực thuộc, chủ yếu là các làng) Allerona Scalo và San Pietro Acquaeortus.
Allerona giáp các đô thị: Acquapendente, Castel Viscardo, Città della Pieve, Fabro, Ficulle, Orvieto, San Casciano dei Bagni.